# Шрейдер, Александр Абрамович
Александр Абрамович Шрейдер (псевдонимы С. Разин, АЗевин) (18 марта 1895 — 1930) — российский философ, один из лидеров партии левых эсеров, заместитель народного комиссара юстиции, член Временного совета Российской республики. Член ВЦИК 2–4-го созывов.

## Биография
Родился 6 марта (по старому стилю) 1895 года в Екатеринославе, в семье зубного врача, преподавателя зубоврачебной школы Абрама Ильича Шрейдера и Елизаветы Шрейдер. Дед, Илья Аронович Шрейдер (1826—1916), тоже был екатеринославским мещанином. Племянник экономиста и эсера Григория Ильича Шрейдера.
В 1912—1917 годах жил за границей, учился в Парижском университете, где окончил юридический факультет. 
В 1917 году участник Демократического совещания в Петрограде, член Предпарламента. В 1917—1918 годах заместитель народного комиссара юстиции, товарищ председателя Петроградского комитета партии социалистов-революционеров, член ЦИК (центрального исполнительного комитета) Всероссийского совета рабочих и солдатских депутатов, редактор кодификационного отдела при Народном комиссаре юстиции РСФСР, председатель Петроградского революционного трибунала печати. В 1918 году — народный комиссар юстиции Московской губернии, член ревизионной следственной комиссии, член комиссии по составлению первой Конституции РСФСР, редактор газеты «Знамя труда». Вышел из состава СНК РСФСР в знак протеста против Брестского мира. В том же году в составе делегации левых эсеров направлен в Швейцарию для установления контакта с левыми социалистами Европы, откуда был выслан. 
В 1919 году арестован, после освобождения покинул Советскую Россию. В Бутырской тюрьме успел написать «Очерки философии народничества». При переходе границы был арестован польскими властями, но через полгода освобождён. Занимался партийной работой и публицистикой, с 1921 года заграничный представитель партии левых эсеров. Написал обращение к трудящимся всего мира о голоде в России. Участвовал в подготовительной работе по вхождению эсеров в Венский Интернационал. 
С осени 1921 года жил в Веймарской республике, один из создателей и руководителей издательства «Скифы». В 1922 году — один из организаторов Комитета помощи голодающим в России. В 1924—1930 годах участвовал в выпусках бюллетеня левых народников «Знамя борьбы». Покончил жизнь самоубийством в Париже в 1930 году.

## Семья
- Жена (с 24 ноября 1913 года) — Рахиль Лейбовна Черницкая (1895—?), дочь екатеринославского купца[4].
- Сыном его двоюродного брата был кибернетик и философ Юлий Анатольевич Шрейдер.

## Публикации
- Царь-Голод. Петроград, 1917;
- Республика Советов. Берлин–Милан, 1920;
- Очерки философии народничества. Берлин, 1923;
- Тетрадь о Достоевском. Париж, 1929.